# Zoids: Chaotic Century
Zoids: Chaotic Century és la primera de quatre sèries anime sèries basades en la gamma de kits de models mecha Zoids produïts per TOMY. La sèrie fou animada per XEBEC, i emesa entre el 4 de setembre de 1999 al 23 de desembre de 2000 en TBS. Encara sent la primera sèrie a ser produïda per la franquícia al Japó, Chaotic Century fou la segona sèrie que es doblà i emeté en els països occidentals, arran de Zoids: New Century Zero.

## Argument
Zoids: Chaotic Century ocorre en els confins de la Via Làctia, al planeta Zi. A Zi, hi han formes de vida metàl·liques conegudes com a Zoids, que tenen una potent capacitat de combat. Al llarg de la recent història de la sèrie, els Zoids han estat utilitzats com a armes en una guerra en curs entre la República Helic i l'Imperi Guylos.
La sèrie narra les aventures de Van Freiheit, qui coneix a una xica dita Fine la qual ha perdut la memòria i li ajuda a desxifrar el seu passat. Se coneixen a principis d'una nova guerra, i realitzen esforços per a detenir-la.

## Les diferències entre les narracions
Encara que hi ha moltes similituds entre Chaotic Century i la nova història de la batalla que està amb la nova versió japonesa, es considera que les dues narracions són diferents, i es creu que ocorre en les continuïtats alternades. S'ha llistat a sota les diferències principals.
• La raça zoidiana és coneguda com els Zoidians Antics, en l'anime, són humans que colonitzaren el planeta Zi al descobrir-lo. L'esdeveniment que destruí als Zoidians Antics no era la destrucció de la tercera lluna de Zi a causa d'un estel. Sinó el zoid Death Saurer
• L'Imperi Guylos i la República Helic ambdós estan basats en el Continent Central. No inclou a l'Imperi Zenebas o al Continent Fosc.

## Trama
Existeix una guerra entre l'Imperi Guylos i la República Helic que acabaren en un cessament d'hostilitats. Al declarar-se la mort del pare de Van lluitant en la guerra. La sèrie comença amb Van qui vol convertir-se en un pilot de Zoid, descobrix a un organiode dit Zeke a unes ruïnes. Zeke reanima a un zoid anomenat Shield Liger que Van ho usa per a lluitar. Després d'això se troba a Fine a les ruïnes on descobrí a Zeke i s'adona que ella ha perdut la memòria i els records del seu passat. Quan Van regressa al seu poble uns lladres intenten pillar a Zeke i aquest s'amaga amb Fine. Durant eixe temps un poc més després Van regressa a les ruïnes i escolta a Fine parlant sobre un Zoid al qual ho nomenaven el Zoid Eve i Van decideix ajudar a Fine a cercar el Zoid Eve i recuperar la seua memòria. Breument ell es troba amb Irvine. Inicialment, Van i Irvine són enemics a causa del desig d'Irvine de furtar a Zeke, però acaba viatjant junts quan ells es troben amb la viatgera Moonbay.
Els quatre acaben en la base armada de la república i han de detenir-se per a ajudar a detenir la invasió de l'Imperi dirigit per Prozen. Després d'això, Van, Fine, Irvine i Moonbay preferixen quedar-se fora de la guerra. No obstant això, Van s'involucra un poc quan ell s'enfronta a Raven encara que no fou res aferrissat la seua primera batalla. Van perd contra Raven i Zeke pateix un dany fatal, però Van intenta salvar-lo. Durant aquest temps l'exèrcit imperial està endinsant-se més profund en el territori republicà però es deté a causa del zoid de la república. Van i els altres se'n van a la capital de la república amb esperances de trobar al Zoid Eve però acaben sent atacats. Però Van aconsegueix derrotar a Raven.
La guerra es deté quan la corona de l'imperi és lliurada al príncep Roudalf que mana a un cessament de la batalla, però Prozen es nega a perdre l'interès a conquistar la república intentant assassinar al príncep, però se rendeix gràcies als esforços de Ross i Viola que segresten al príncep per guanyar els diners. Durant aquest temps Prozen troba les restes del zoid Death Saurer i amb això dissenya el Geno Saurer per a Raven. Raven usa el Geno Saurer per a destruir l'Escut de Blade Liger, però Zeke i Fine reanimaren a Shield Liger, transformant-lo en el nou i millorat Blade Liger. Durant aquest temps es revela que Fine realment és una antiga zoidiana que existí que abans que els humans visqueren en el planeta Zi. Rudoulf, Van i els seus amics que intenten detenir a Prozen de prendre el tron l'imperi i reiniciar la guerra. Durant aquest temps part de l'exèrcit imperial fidel a Prozen intentarà detenir-los. En el futur, Van s'enfronta a Raven de nou i després d'una batalla summament difícil el Geno Saurer es destrueix, però Raven sobreviu gràcies al seu organoide Shadow. Encara que Roudalf regressa a la capital, Prozen intenta usar el Death Saurer per a prendre el comandament, el qual provoca un avalot i quasi destrueix la capital però és detingut per Van el qual destrueix el Death Saurer i mata aparentment a Prozen durant la batalla (vegeu: Zoids: Guardian Force). Roudalf es corona l'emperador llavors i la pau finalment comença a establir-se entre l'imperi i la república, però Van i Fine continuen en la cerca del Zoid Eve, a la fi Fine assoleix recuperar alguns dels seus records en veure el Death Saurer.